# Pasqual Mollà
Pasqual Mollà Martínez (Elche, Alicante; 1956) es un político español, de ideología nacionalista valenciana de izquierdas. Fue diputado en las Cortes Valencianas por Esquerra Unida del País Valencià (EUPV) entre 1987 y 1999. Actualmente milita en Iniciativa del Poble Valencià-Compromís.
Licenciado en Matemáticas en la Universidad de Valencia y con estudios en Pedagogía. También comenzó un doctorado en Lógica Matemática en la Universidad Central de Barcelona. Participó activamente en las luchas universitarias de finales del franquismo y en la organización de movimientos sociales durante la Transición (sindicatos, asociaciones de vecinos, de padres de alumnos...). Fue impulsor de la puesta en marcha en 1983 de la Escuela de Verano de Elche.
Fue concejal del ayuntamiento de Elche entre 1983 y 1989, primero por el PCPV y luego por EUPV, y diputado en las Cortes Valencianas entre 1987 y 1999 por EUPV. En dicha formación fue coordinador de relaciones políticas e institucionales y portavoz de Esquerra i País, una corriente interna de EUPV partidaria de la complementariedad entre la izquierda y el valencianismo. Esta corriente rompió en 2007 con el partido a raíz de la crisis en el seno de la coalición Compromís pel País Valencià, que habían formado EUPV y el Bloc Nacionalista Valencià, junto con dos partidos ecologistas. Mollà y otros miembros de Esquerra i País formaron Iniciativa del Poble Valencià.
Fue miembro de la Mesa de Coordinación de la organización territorial de Alicante en el partido Equo. En el primer congreso federal de la formación, celebrado en julio de 2012, Mollà fue elegido por afiliados y simpatizantes para ser miembro del órgano de dirección, la Comisión Federal.
Su hija, Mireia Mollà es también miembro de IdPV (y anteriormente de la corriente interna Esquerra i País, en EUPV), y diputada en las Cortes Valencianas de 2007 a 2019.